# たちばなの丘公園
たちばなの丘公園（たちばなのおかこうえん）は、神奈川県横浜市保土ケ谷区仏向町1581にある公園である。一部分は旭区にもまたがる。敷地面積は12.4haにも及ぶ。

## 概要
総面積は12.4haにも及ぶものの、現在利用可能な部分は3.5ha程度であり、市内で15番目の広さの総合公園となっている。現在も工事が続けられているものの、旭区側に関しては殆ど工事が進行しておらず完了時期は未定である。
園内は散策路が整備されており、湿生植物のある谷や竹林が点在している。

## 歴史
1995年、日本カーリット株式会社が群馬県工場に全面移転した為に閉鎖された土地を、周辺一帯の雑木林や谷戸を保全する目的で市が買取、2011年に区がたちばなの丘公園として竣工した。元々火薬工場だった歴史があり、1955年には同土地にて日本カーリット工場爆発事故が発生している。

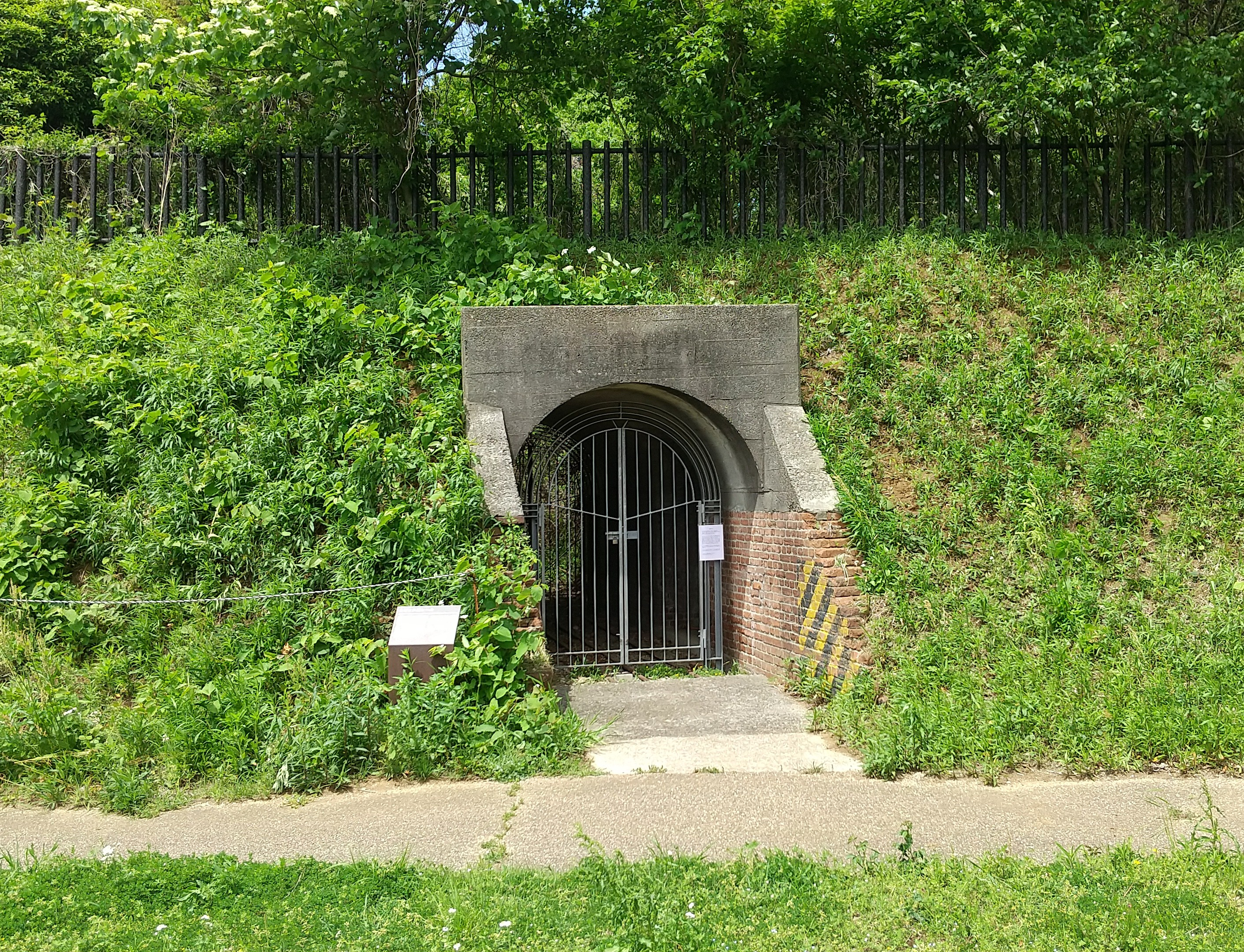
火薬工場の遺構である土塁とトンネル